# NGC 261
NGC 261 ist ein Emissionsnebel im Sternbild Tukan in der kleinen Magellanschen Wolke.
Der Emissionsnebel NGC 261 wurde am 5. September 1826 von dem schottischen Astronomen James Dunlop entdeckt.